# Eddie James
Pour les articles homonymes, voir James.

a Compétitions nationales et continentales officielles uniquement.

b Matchs officiels uniquement.
Dernière mise à jour le 11 février 2025.
Eddie James, né le 10 août 2002 à Carmarthen (pays de Galles), est un joueur international gallois de rugby à XV, évoluant au poste de centre aux Scarlets en United Rugby Championship.

## Biographie

### Jeunesse et formation
Eddie James naît le 10 août 2002 à Carmarthen au pays de Galles. Il commence la pratique du rugby à XV à l'âge de cinq ans avec les équipes de jeunes du Carmarthen Quins RFC (en). Par la suite, il poursuit ses études au Coleg Sir Gar (en), où il intègre l'équipe scolaire. En décembre 2020, il rejoint le centre de formation des Scarlets. Initialement formé au poste de demi d'ouverture, il s'installe ensuite en tant que centre, où sa qualité de passe, son impact physique et sa capacité à franchir la ligne d'avantage en font un joueur clé en attaque,.
James évolue avec le Carmarthen Quins RFC en 2021-2022, puis avec le Llanelli RFC en 2022-2023, tout en étant affilié à l'académie des Scarlets. Il dispute 13 matchs avec le Llanelli RFC en Welsh Premiership. En parallèle, il est sélectionné avec l'équipe du pays de Galles des moins de 20 ans pour le Tournoi des Six Nations 2021 et l'édition 2022.

### Carrière professionnelle
Eddie James fait ses débuts professionnels le 18 février 2023 lors d'une rencontre d'United Rugby Championship (URC) face à Édimbourg Rugby, où il marque un essai lors de la victoire des Scarlets (42-14). Le 14 avril 2023, il est titularisé en URC contre les Glasgow Warriors. Une semaine plus tard, il prolonge son contrat avec les Scarlets, aux côtés de ses coéquipiers Joe Roberts et Ioan Nicholas (en).
Le 6 juin 2024, il est appelé en équipe du pays de Galles pour la tournée d'été, après avoir été récompensé du titre de Breakthrough Player par les entraîneurs des Scarlets. Il honore sa première cape le 22 juin 2024 contre l'Afrique du Sud.
Le 25 octobre 2024, il est élu homme du match après une performance remarquée contre le Zebre Parma, au cours de laquelle il délivre une passe décisive pour Macs Page. En janvier 2025, il est convoqué par le sélectionneur Warren Gatland en vue de préparer le Tournoi des Six Nations. Non convoqué lors de la première journée à l'occasion de la défaire inaugurale face à la France, James est titularisé lors de la seconde journée pour affronter l'Italie à Rome.

## Vie privée
Ses idoles de jeunesse sont Jonathan Davies et Scott Williams.